# Diocesi di Skálholt

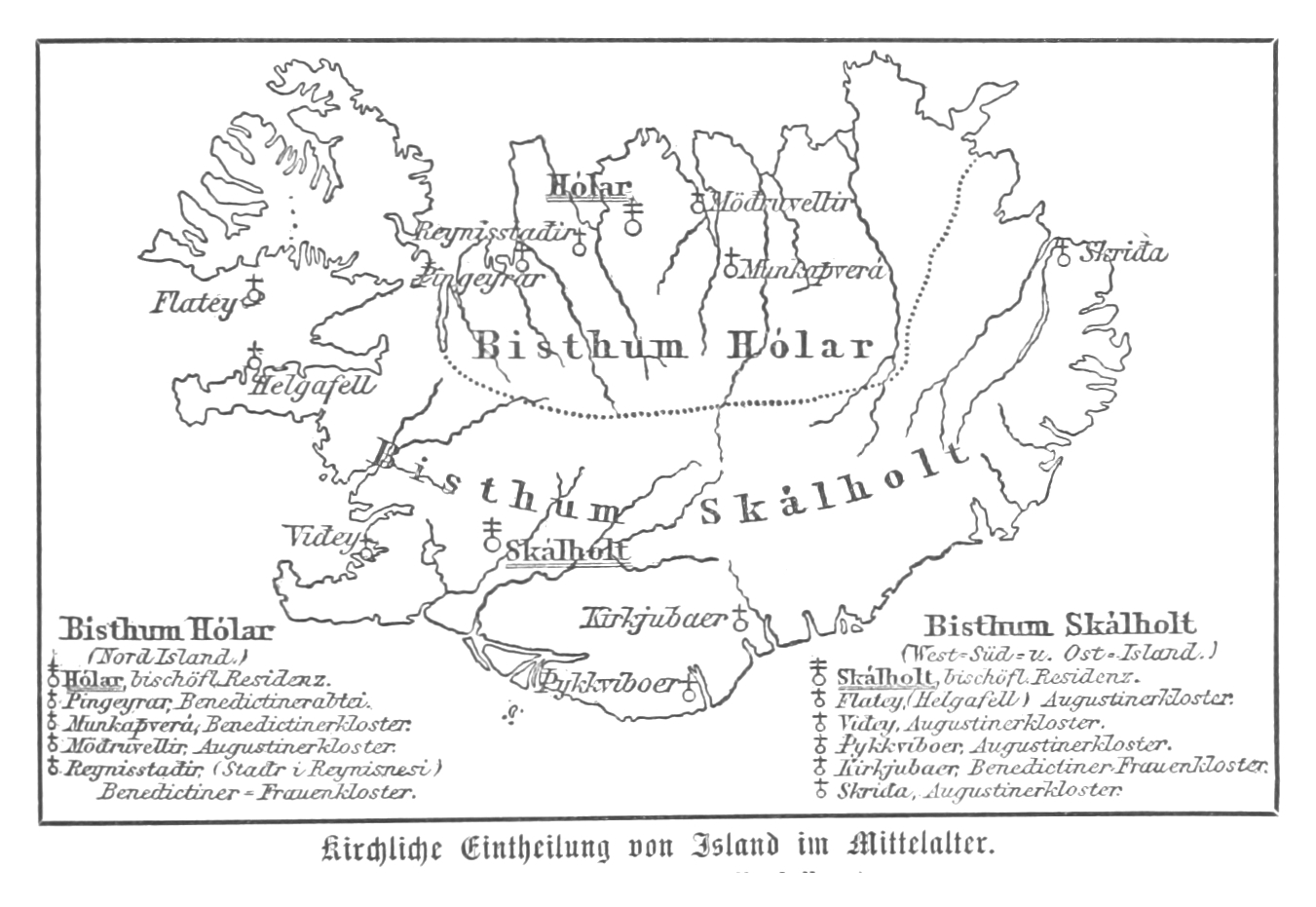
Mappa delle diocesi medievali islandesi.

La diocesi di Skálholt (in latino Dioecesis Skalholtensis) è una sede soppressa e sede titolare della Chiesa cattolica.

## Territorio
La diocesi comprendeva la parte meridionale dell'Islanda.
Sede vescovile era il villaggio di Skálholt, oggi nel comune di Bláskógabyggð, dove si trovava la cattedrale di San Pietro.

## Storia
La diocesi fu eretta nel 1056. L'anno precedente, il 4 giugno 1055, fu consacrato a Brema il primo vescovo, Ísleifur Gissurarson. Questi pose la residenza vescovile nella fattoria di famiglia a Skálholt e vi istituì una scuola.
Il secondo vescovo, Gissur Ísleifsson, consacrò la cattedrale dedicata a San Pietro apostolo.
Nel 1106 cedette una porzione di territorio a vantaggio dell'erezione della diocesi di Hólar, nella parte settentrionale dell'isola.
Originariamente la diocesi faceva parte della metropolia di Amburgo-Brema. Successivamente entrò a far parte della provincia ecclesiastica dell'arcidiocesi di Lund (1104) e poi in quella dell'arcidiocesi di Nidaros (1152).
La diocesi abbracciò la riforma quando il re danese Cristiano III impose in tutti i suoi domini il luteranesimo come religione di Stato; per la Chiesa cattolica, pertanto, la diocesi fu soppressa.
Dal 1968 Skálholt è annoverata tra le sedi vescovili titolari della Chiesa cattolica; dal 3 settembre 2019 l'arcivescovo, titolo personale, titolare è Antoine Camilleri, nunzio apostolico a Cuba.

## Cronotassi

### Vescovi
- Ísleifur Gissurarson † (4 giugno 1055 - 5 luglio 1080 deceduto)
- Gissur Ísleifsson † (4 settembre 1082 - 1118 deceduto)
- Þorlákur Runólfsson † (28 aprile 1118 - 31 gennaio 1133 deceduto)
- Magnús Einarsson † (28 ottobre 1134 - 30 settembre 1148 deceduto)
- Klængur Þorsteinsson † (6 aprile 1152 - 28 febbraio 1176 deceduto)
- San Þorlákur Þórhallsson † (2 luglio 1178 - 23 dicembre 1193 deceduto)
- Páll Jónsson † (23 aprile 1195 - 29 novembre 1211 deceduto)
- Magnús Gissurarson † (1216 - 14 agosto 1236 deceduto)
- Sigvarður Þéttmarsson † (1238 - 1268 deceduto)
- Árni Þorláksson † (30 maggio 1269 - 21 aprile 1298 deceduto)
- Árni Helgason † (25 ottobre 1303 - 21 gennaio 1320 deceduto)
- Jón Halldórsson, O.P. † (1º agosto 1322 - 2 febbraio 1339 deceduto)
- Jón Indriðason † (25 luglio 1339 - 16 marzo 1341 deceduto)
- Jón Sigurðsson † (1343 - 1º giugno 1348 deceduto)
- Gyrðir Ívarsson † (1349 - 1360 deceduto)
- Thorar † (1363 - 1364 deceduto)
- Oddgeir Þorsteinsson † (1366 - 15 agosto 1381 deceduto)
- Mikael † (1383 - ?)
- Vilchin Hinriksson, O.P. † (1394 - 1406 deceduto)
- Jón, O.S.B. † (14 maggio 1406 - 1413 deceduto)
- Árni Ólafsson, C.R.S.A. † (10 ottobre 1414 - 1426 deceduto)
- Jón Gerreksson † (6 marzo 1426 - 18 luglio 1433 deceduto)
- Jón Vilhjálmsson † O.S.A. (5 gennaio 1435 - ?)
- Gozewijn Comhaer † (? - 1448 deceduto)
- Marcellus, O.F.M. † (15 aprile 1448 - 1452/1460 deceduto)
- Jón Stefánsson Krabbe † (1462 - 27 febbraio 1465 deceduto)
- Sveinn Pétursson † (1466 - circa 1475 deceduto)
- Magnús Eyjólfsson † (1477 - circa 1490 deceduto)
- Stefán Jónsson † (1491 - 16 ottobre 1518 deceduto)
- Ögmundur Pálsson † (28 ottobre 1521 - luglio 1542 deceduto)

### Vescovi titolari
- Johannes Baptist Hubert Theunissen, S.M.M. † (19 dicembre 1968 - 9 aprile 1979 deceduto)
- Alphonsus Maria Henricus Antonius Castermans † (15 gennaio 1982 - 21 aprile 2008 deceduto)
- Paul James Mason (23 aprile 2016 - 9 luglio 2018 nominato ordinario militare in Gran Bretagna)
- Antoine Camilleri, dal 3 settembre 2019